# 弗恩湖 (佛羅里達州)
弗恩湖（英語：Fern Lake）是位於美國佛羅里達州希爾斯波羅縣的一個非建制地區。該地的面積和人口皆未知。

## 地理
弗恩湖的座標為28°08′58″N 82°34′47″W / 28.14944°N 82.57972°W，而該地的平均海拔高度為19米（即62英尺）。